# 謝佑 (正統進士)
謝佑（1411年—1470年），字廷佐，南直隸安慶府桐城縣清净鄉人，民籍，明朝政治人物。

## 生平
幼年喪父，牧牛田间，读书牛背上，后为乡绅黄氏子书童，宣德十年（1435年）乙卯科應天府鄉試舉人。正統元年（1436年）聯捷丙辰科第三甲第二十二名進士。成为明朝桐城首名進士，觀政刑部，二年授刑部陕西司主事，四年因病辞官，六年病愈赴京，七年春調户部四川司主事，奉命督饷遼東，升本部廣西司署员外郎。景泰改元（1449年），改任監察御史，奉命出镇大名府，练兵保境，以为京师声援。事定还朝，升署本司郎中，復奉敕督山西边儲，接济大同、宣府，升本司实职郎中，未幾，升廣東布政司右參政。天順改元（1457年），升河南左參政，二年升山西右布政使，成化二年（1466年）因病致仕。卒年六十。著有《宦游稿》。

## 家族
曾祖謝惠一；祖父謝住慶，鄉人稱为心善先生；父謝永富。母錢氏。慈侍下。兄謝俛。